# Loewia montivaga
Loewia montivaga är en tvåvingeart som beskrevs av Richter 1998. Loewia montivaga ingår i släktet Loewia och familjen parasitflugor. Inga underarter finns listade i Catalogue of Life.